# Wailua Homesteads
Wailua Homesteads, stad i Kauai County, Hawaii, USA med cirka 4 567 invånare (2000). Den har enligt United States Census Bureau en area på totalt 18,5 km² varav 0,6 km² är vatten.  